# 聖米格爾縣 (科連特斯省)

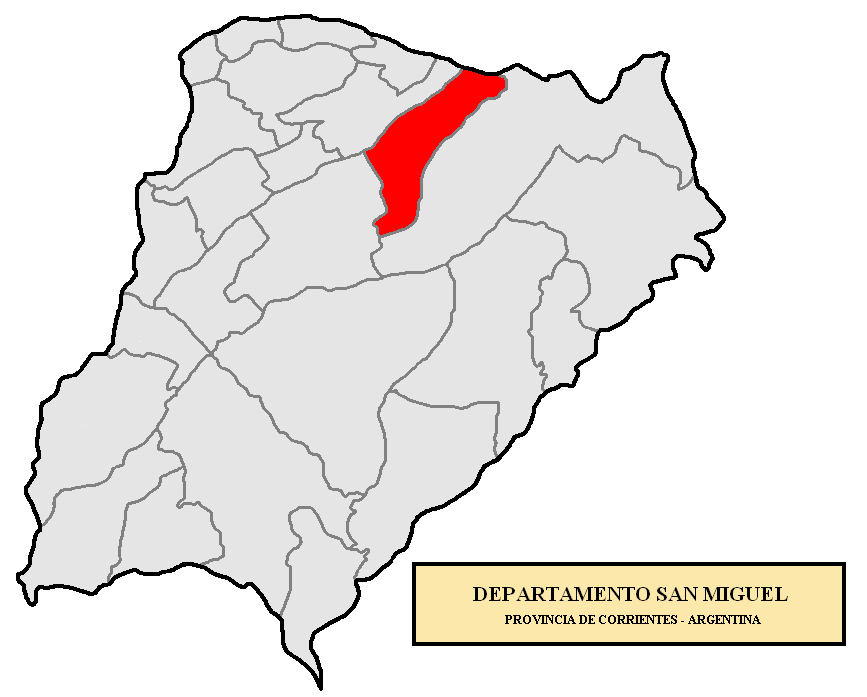

聖米格爾縣（西班牙語：Departamento San Miguel），是阿根廷的縣份，位於該國北部科連特斯省，首府設於聖米格爾，面積2,863平方公里，2010年人口10,572，人口密度每平方公里3.69人。
27°59′41″S 57°35′34″W / 27.99472°S 57.59278°W